# ثورة دمشق (751)
ثورة دمشق (133هـ / 751م)، هي ثورة شهدتها مدينة دمشق على الخلافة العبَّاسية بعد سنة من هزيمة الأمويين في معركة الزاب عام 132هـ / 750م. بعد اندلاع ثورة أبو الورد مجزأة بن الكوثر في قنسرين ضد العبَّاسيين، انتقلت شرارة التمرد إلى دمشق، إذ أعلن أهالي دمشق بقيادة عثمان بن عبد الأعلى الأزدي، تمردهم على الخلافة العباسية ورفعوا الرايات البيضاء. أثناء انشغال عبد الله بن علي العباسي بقمع ثورة أبي الورد، هاجم أهل دمشق قواته في المدينة، مما أدى إلى هزيمة حاميته هناك. بعد انتصاره على أبي الورد، توجه عبد الله بن علي إلى دمشق، فدخلها بعد هروب زعماء الثَّورة وعدد من أهلها، فلم يواجه مقاومة، ثم أمَّنهم عبد الله ولم يتعرَّض لهم، ليبايعوا من جديد العبَّاسيين.

## خلفية الأحداث

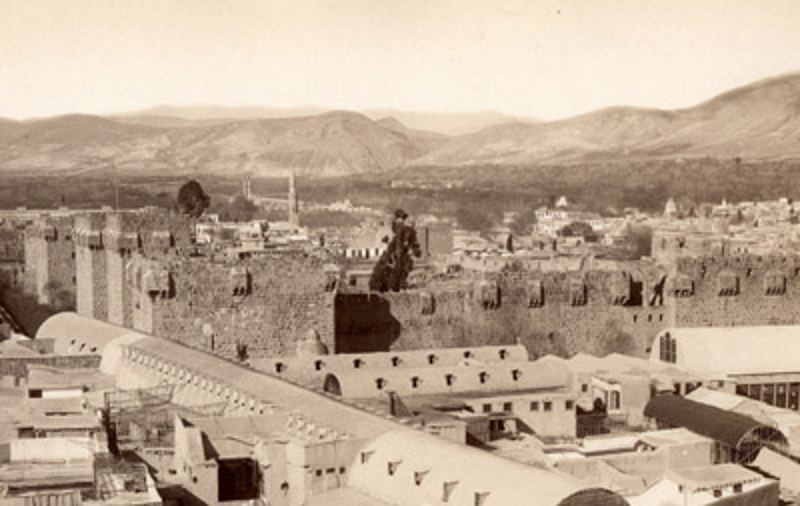
صورة لمدينة دمشق سنة 1877م.

في 11 جُمادى الآخرة سنة 132هـ / 25 يناير 750م، هزم العبَّاسيُّون جيش آخر الخُلفاء الأمويين مروان بن محمد في معركة الزَّاب، كان أبو الورد، ويُدعى مجزأة بن الكوثر، من أصحاب مروان بن محمد وقادته المخلصين. بعد هزيمة الأخير ونهاية حُكم الأمويين،، استقر أبو الورد في قنسرين، وجاء إليها عبد الله بن علي العباسي، فبايعه أبو الورد ودخل تحت طاعته مع جنوده. توترت العلاقة بينهما بعد أن بعث عبد الله بن علي بقائد إلى بالس، إذ كان أبناء مسلمة بن عبد الملك الأموي مجاورين لأبي الورد، فقام المبعوث العبَّاسي بترحيل ولد مسلمة ونسائهم، مما أثار استياء أبي الورد. خرج الأخير من مزرعته، وقتل المبعوث العبَّاسي وأظهر تبييض الرايات وخلع الولاء لعبد الله بن علي، ودعا أهل قنسرين للانضمام إليه في ثورته، فاستجابوا وبيض مُعظمهم لميولهم نحو الأمويين.

## انتقاض دمشق وخروجها
في أثناء خروج أبي الورد، كان الخليفة العبَّاسي أبو العبَّاس السَّفَّاح في الحيرة وعبد الله بن علي مشغولًا بمحاربة حبيب بن مرة المري في البلقاء وحوران والبثنية. عندما علم عبد الله بما حدث في قنسرين، صالح حبيبًا وأمَّنه، ثم سار لمواجهة أبي الورد. مرّ عبد الله بن علي بدمشق وترك فيها أبا غانم عبد الحميد بن ربعي الطائي مع أربعة آلاف رجل لحماية أهله وأملاكهم. بعد وصول عبد الله بن علي إلى حمص، انتفض أهل دمشق ثائرين وبيضوا في علامة على خلع طاعة بني العبَّاس، وولُّوا عليهم عثمان بن عبد الأعلى الأزدي، فهزموا أبا غانم الأزدي وقتلوا عددًا كبيرًا من رجاله، وانتهبوا أملاك عبد الله بن علي، غير أنهم لم يتعرَّضوا لأهله بشيء.

## القضاء على أبي الورد
سار عبد الله بن علي باتجاه قنسرين، حيث اجتمع أبو الورد فيها مع عددٍ كبيرٍ من أهل قنسرين، وأرسلوا أيضًا من يواليهم من أهل حمص وتدمر لمُحاربة جيوش العبَّاسيين، فقدم منهم ألوفًا بقيادة أبو محمد بن عبد الله بن يزيد بن معاوية، المعرُوف بأبو محمد السُّفياني، ودعوا إليه باعتبار أنه السُّفياني المُنتظر في علامات الملاحم. التقى الجيشان في مرج الأخرم، وأرسل عبد الله بن علي في البداية أخوه عبد الصمد بن علي على رأس عشرة آلاف مُقاتل، فكثر القتل بين الفريقين، حتى انكشف عبد الصمد بن علي ومن معه، وقُتل من العبَّاسيين بضعة آلاف، لينسحب عبد الصمد إلى أخيه عبد الله. بعد تلك الواقعة، أقبل عبد الله بن علي بكامل جيشه، لتدور معركة دامية ثبت فيها عبد الله، وانتهت بهزيمة جيش أبي الورد وفرارهم من المعركة، ومنهم أبو محمد بن عبد الله السُّفياني، تاركين أبو الورد مع خُلَّصِ أتباعه، فثبت حتى قُتل مع خمسمائة من أصحابه، لتنتهي بانتصار العبَّاسيين، وذلك في نهاية ذي الحجة سنة 133هـ / أواخر يوليو 751م.

## عودة دمشق إلى حضن الخلافة
بعد انتصاره على أبي الورد، توجه عبد الله بن علي إلى دمشق اثر سماعه بتبييض أهلها وخروجها عن طاعة بني العبَّاس، فلما دنا جيشه من أبواب دمشق، هرب الناس وزُعماء الثَّورة ولم يقاتلوه، غير أن عبد الله بن علي أمَّن أهالي دمشق، حتى أنه سامحهم في ممتلكاته التي نهبوها سابقًا، فبايعوه وعادوا لطاعة بني العبَّاس. أما أبو محمد السفياني، فقد استمر متخفيًا حتى خلافة أبو جعفر المنصُور، إذ قُتل في الحجاز على يد زياد بن عبد الله الحارثي، ثم أرسل برأسه إلى الخليفة المنصور، ليُطلق الخليفة سراح ابنيه وأمَّنهما.

### فهرس المنشورات
1. 1 2  ابن الأثير (2005)، ص. 782.
2. 1 2  ابن الأثير (2005)، ص. 782-783.

### معلومات المنشورات كاملة
الكتب مرتبة حسب تاريخ النشر
- ابن الأثير الجزري (2005)، الكامل في التاريخ، مراجعة: أبو صهيب الكرمي، عَمَّان: بيت الأفكار الدولية، OCLC:122745941، QID:Q123225171